# آنیبال کاواکو سیلوا
آنیبال آنتونیو کاواکو سیلوا (به پرتغالی: Aníbal António Cavaco Silva) (زادهٔ ۱۵ ژوئیه ۱۹۳۹) یک اقتصاددان و سیاستمدار پرتغالی است که از سال ۲۰۰۶ تا ۲۰۱۶ به عنوان نوزدهمین رئیس‌جمهور پرتغال خدمت کرد. وی از سال ۱۹۸۵ تا ۱۹۹۵، ۱۱۳امین نخست‌وزیر پرتغال بوده است. دورهٔ ۱۰ سالهٔ او، طولانی‌ترین دورهٔ نخست‌وزیری از زمان آنتونیو ده الیویرا سالازار بود و او نخستین نخست‌وزیر پرتغال بود که اکثریت مطلق پارلمانی را در اختیار گرفت. نظام قانون اساسی فعلی او بیشتر به خاطر هدایت پرتغال به اتحادیه اروپا شناخته می‌شود.